# Димитър Ножаров
Димитър Петров Стоилов, известен като Ножаров, е български революционер и просветен деец от Македония.

## Биография
Димитър Ножаров е роден през 1832 година в град Неврокоп, тогава в Османската империя. Учи в Неврокоп и Сяр. Работи като учител в Неврокоп. Преследван от властите за активното му участие в българските църкови и просветни борби, около 1860 година се преселва в София и се занимава с търговия с тютюни и ножове. През 1873 година става учител в училището на Иван Денкоглу в София. От 1872 година е член на революционния комитет в Кюстендил. Член е на БРЦК и е касиер на Софийския революционен комитет, основан от Васил Левски. Поддържа връзки със Стефан Веркович (от началото на 1872 г.), Васил Левски и Димитър Общи. След Арабаконашкия провал в 1872 година успява да се укрие и да избегне ареста. Преди началото на Руско-турската война (1877-1878) е заточен от турските власти в Цариград.
След Освобождението на България е член на съдебния и градския съвет на София. Участва в движението за Съединение на Източна Румелия с Княжество България в 1885 година. В 1887 година е арестуван и затворен в Черната джамия, тъй като е русофил. Освободен е след две години в 1889 г. и отново става градски съветник, а през 1896 година е помощник-кмет на София. Избран е за депутат на 17 ноември 1896 година от управляващата Народна партия.
Умира на 4 септември 1897 година.